# Dara-e Band-e Amir
Pour les articles homonymes, voir Dara.
Le Dara-e Band-e Amir (rivière du Band-e Amir) est une rivière d'Afghanistan qui coule dans la province de Bâmiyân et qui constitue l'émissaire des lacs Band-e Amir au sein de la partie occidentale de la chaîne de l'Hindou Kouch. Ses eaux abondantes contribuent à former le Balkh-Ab qui s'écoule depuis le versant nord des montagnes centrales de l'Afghanistan, l'Hindou Kouch.

## Géographie
Le Dara-e Band-e Amir naît en tant qu'émissaire du lac Band-e Gholaman, lac le plus occidental et dernier de la série des 6 lacs du Band-e Amir, reliés en enfilade au centre de la province de Bâmiyân, dans le district de Yakaolang. Dès sa sortie du lac Band-e Gholaman, il se dirige vers l'ouest puis le sud-ouest et rejoint d'autres rivières pour former le Balkh-Ab. Celui-ci finira par se perdre dans les sables du désert non loin de la frontière turkmène.

## Hydrologie et débit
La moyenne annuelle des précipitations dans son bassin est de l'ordre de 400 mm. Elles ont lieu de l'automne au printemps, d'octobre à mai, et tombent en grande partie sous forme de neige, étant donné l'altitude moyenne élevée de son bassin. Près de la moitié des précipitations ont lieu en avril.
Dès lors la rivière présente un profil typique des cours d'eau de montagne de l'Afghanistan central. Une saison de crues importantes au printemps, de mars à mai, due à la fois à la fonte des neiges et aux précipitations de printemps.

## Villes traversées
Aucune localité notable.